# 벨 칸토 (영화)
《벨 칸토》(영어: Bel Canto)는 미국에서 제작된 폴 와이츠 감독의 2018년 스릴러 드라마 영화이다. 줄리앤 무어, 와타나베 겐 등이 출연하였고, 캐럴라인 배런 등이 제작에 참여하였다. 1996년에 일어난 주페루 일본 대사관 인질 사건에서 영감을 얻은 소설을 원작으로 만들어졌다.

## 출연
- 줄리앤 무어
- 와타나베 겐
- 제바스티안 코흐
- 크리스토퍼 램버트
- 가세 료
- 테노치 우에르타
- 알렉산데르 크루파
- 엘자 질베르슈타인
- 토르비에른 하르

## 기타 제작진
- 배역: 에이비 코프먼
- 미술: 톰마소 오르티노

## 같이 보기
- 주페루 일본 대사관 인질 사건